# モノサク
モノサクとは、千葉県四街道市にある、JR東日本総武本線の物井駅と佐倉駅の間にある農地の俗称である。

## 概要
主に米を育てている農地になるが、一方鉄道撮影の人気スポットとして鉄道ファンに知られている。撮影地の周囲の道は、農地と農地の間の細い道で周囲に飲食店はない。自動販売機もなく、水分補給はできない。訪問者の交流の場や、利便施設も整備されていない。
有名な撮影スポットになった理由としては、線形が緩いカーブで、周囲は田園地帯であるため列車を遮るものがないこと、これによって、編成が長い列車でも全景をフレームに収められること、またさらに、田んぼと列車のコントラストが美しいこと、総武本線は普通列車の他に貨物列車や臨時列車、特急列車が数多く走ることなどがあげられる。

## アクセス・近隣
- 物井駅から徒歩15分から20分程度通行の際は農耕車等に注意
- 総武本線旧線跡
- 物井ニュータウン